# Kościół Nawiedzenia Najświętszej Maryi Panny i św. Anny w Lubawie
Kościół Nawiedzenia Najświętszej Maryi Panny i świętej Anny – rzymskokatolicki kościół parafialny należący do dekanatu Lubawa diecezji toruńskiej. Jeden z zabytków miasta.

## Historia
Kościół został wybudowany około 1330 roku. W późniejszych latach kilkakrotnie był niszczony i odbudowywany, m.in. po pożarach z 1533 i z 1545 roku. Większe remonty przeprowadzono również w latach 1612 i 1778. W 1581 roku do świątyni została dobudowana od strony południowej kaplica św. Barbary, ufundowana przez Magdalenę Mortęską (kaplica Mortęskich). Pod kaplicą znajduje się krypta grobowa rodziny Mortęskich. W tym okresie istniała już kaplica Aniołów Stróżów. W 1600 roku została dobudowana zakrystia oraz został przebudowany szczyt zachodni.

## Architektura
Jest to budowla orientowana, o jednej nawie, salowa, murowana, wzniesiona z cegły w stylu gotyckim. Została wybudowana na rzucie prostokąta ze znajdującą się od strony zachodniej kwadratową wieżą. W jej przyziemiu Jest umieszczona kruchta, do której wchodzi się przez portal ostrołukowy. Wieża jest podzielona pojedynczymi poziomymi pasami blend i pokryta dachem czterospadowym, zakończonym chorągiewkami z herbami biskupów: Stanisława Hozjusza i Piotra Kostki. Kwadratowa kaplica Mortęskich, ze znajdującymi się w ścianach kulistymi otworami okiennymi, jest pokryta półkolistą, czarną kopułą. Na drzwiach zakrystii jest umieszczony herb biskupa Wawrzyńca Gembickiego wykonany około 1600 roku. Elewacje korpusu są wzmocnione przyporami i podzielone oknami ostrołukowymi w obwódkach gzymsowych. Elewacje są ozdobione gzymsem podokapowym i poziomymi pasami blend. Szczyt wschodni, posiadający łagodne spływy wolutowe, jest udekorowany otynkowanymi wnękami. Nawa jest zamknięta dachem dwuspadowym pokrytym dachówką.

## Wnętrze i wyposażenie

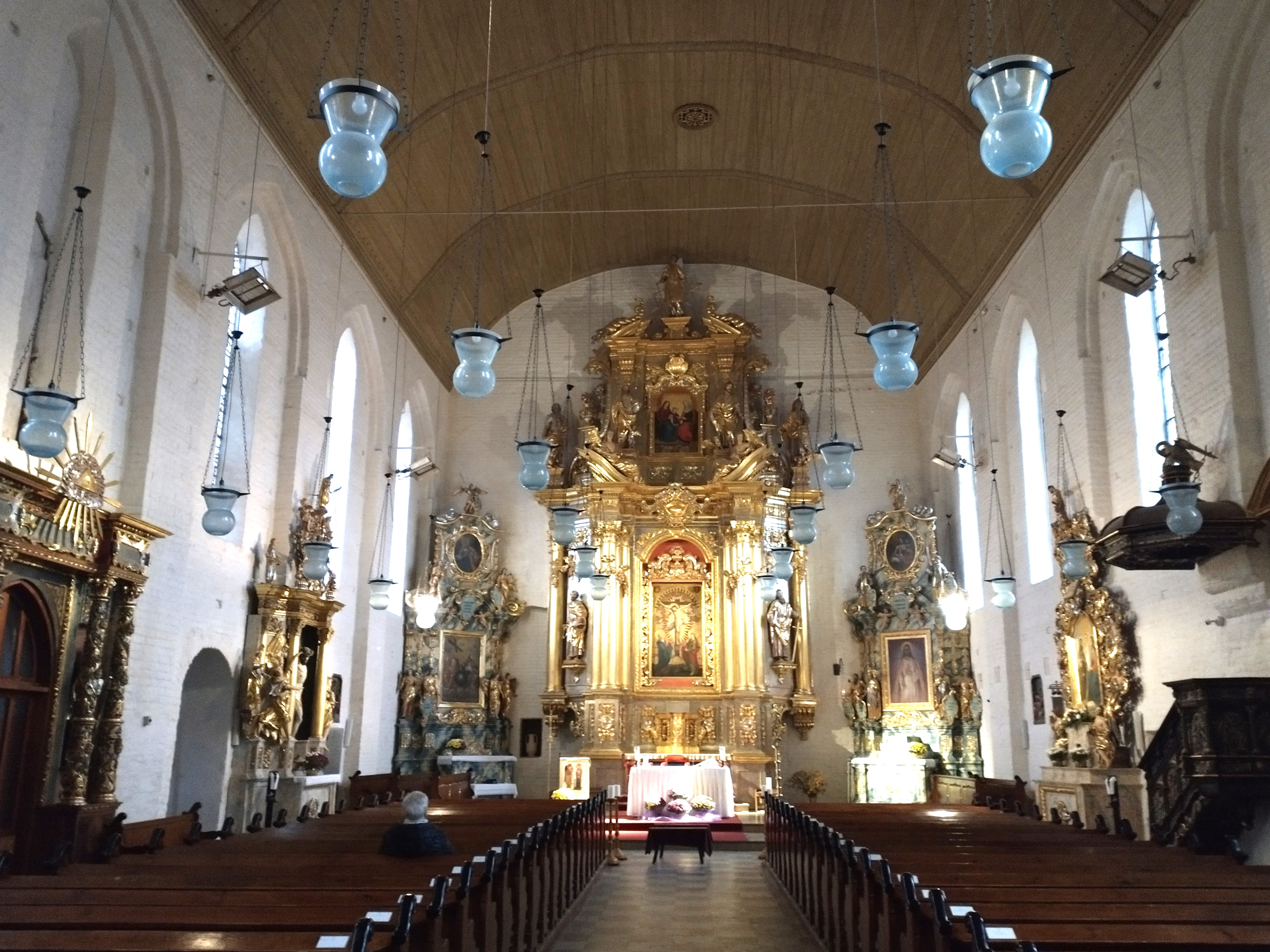
Wnętrze i ołtarz

Świątynia posiada bogate wyposażenie wnętrza. Już wizytacja z 1617 roku potwierdziła pięć umieszczonych w niej ołtarzy: Wielki, św. Krzyża, Ciała Chrystusowego, Wniebowzięcia Najświętszej Maryi Panny, św. Sebastiana. W późniejszym latach dwa ostatnie zostały zastąpione przez ołtarze Trójcy Świętej i św. Antoniego. Ołtarz Trójcy Świętej został wykonany w 1767 roku, natomiast św. Antoniego (dziś z przedstawieniem św. Rodziny) został przeniesiony z kościoła pobernardyńskiego w 1821 roku. Współczesny ołtarz główny został wykonany w 1723 roku, a w jego środkowej części znajduje się obraz Matki Bożej Różańcowej z około 1600 roku. W kaplicy Mortęskich jest umieszczony barokowy ołtarz z posągiem patronki Ziemi Lubawskiej – Matki Bożej Lipskiej. W świątyni znajduje się również ambona z pierwszej połowy XVII wieku, ława barokowa z herbem Odrowąż z XVII wieku, kartusze herbowe ordynariuszy chełmińskich: Piotra Kostki herbu Dąbrowa (1574-1595) i Wawrzyńca Gembickiego herbu Nałęcz (1600-1610) a także epitafia, m.in.: wojewody pomorskiego, Ludwika Mortęskiego wykonane po 1625 roku, wojewody malborskiego, Samuela Zelińskiego i jego żony Zofii Mortęskiej, wykonane w 1629 roku, burmistrza Lubawy, Jana Chrystiana Fabrycjusza, wykonane w 1678 roku. Kościół posiada również cenne zabytki sztuki złotniczej, w tym m.in.: kociołek na wodę święconą, pochodzący z XV wieku, kielichy: srebrny, pochodzący z lat 1496-1507, srebrny, pochodzący z 1637 roku, srebrny, pozłacany, pochodzący z lat 1668-1710, srebrny, pozłacany, pochodzący z 1700 roku, srebrna taca do ampułek, pochodząca z 1603 roku, monstrancja srebrna, złocona, pochodząca z 1689 roku, relikwiarz srebrny, pozłacany, pochodzący z lat 1681-1693, puszka srebrna, pozłacana, pochodząca z lat 1689-1693 oraz monstrancja, naczynie na oleje święte i łódka do kadzidła, pochodzące z 1715 roku.